# 斯圖斯克呂姆滕峰
62°22′21″N 9°03′42″E / 62.3725°N 09.0618°E
斯圖斯克呂姆滕峰是挪威的山峰，位於該國中南部特倫德拉格郡，處於奧普達爾，屬於多弗勒山脈的一部分，海拔高度1,985米，鄰近地區屬丘陵地勢。